# Reduzum
Reduzum (en néerlandais : Roordahuizum) est un village de la commune néerlandaise de Leeuwarden, dans la province de Frise.

## Géographie
Le village est situé à 8 km au sud de la ville de Leeuwarden.

## Histoire
Reduzum fait partie de la commune d'Idaarderadeel avant 1984, puis de Boarnsterhim avant le 1er janvier 2014, où celle-ci est supprimée. Depuis cette date Reduzum appartient à Leeuwarden.

## Démographie
Le 1er janvier 2018, le village comptait 1 100 habitants.